# Eyalato de Karaman
El eyalato de Karaman (en turco otomano: ایالت قره‌مان; Eyālet-i Ḳaraman‎) fue una de las subdivisiones del Imperio otomano. Su área reportada en el siglo XIX fue de 30 463 millas cuadradas (78 899,2 km²).
En 1468, los otomanos anexaron el antiguo principado independiente de Karamán; Mehmed II nombró a su hijo Mustafá como gobernador del nuevo eyalato, con sede en Konya.

## Divisiones administrativas
El eyalato constaba de siete sanjacados entre 1700 y 1740: 
1. Sanjacado de Konya (Paşa Sancağı, Konya)
2. Sanjacado de Niğde (Niğde)
3. Sanjacado de Kayseriyye (Kayseri)
4. Sanjacado de Kırşehir (Kırşehir Sancağı, Kırşehir)
5. Sanjacado de Beyşehir (Beyşehir Sancağı, Beyşehir)
6. Sanjacado de Aksaray (Aksaray)
7. Sanjacado de Akşehir (Akşehir Sancağı, Akşehir)